# 新綱島站
新綱島站（日语：／ Shin-Tsunashima eki */?）是位於日本神奈川縣橫濱市港北區綱島東，屬於東急電鐵東急新橫濱線的鐵路車站。本站與同是東急電鐵的東橫線綱島站只能進行站外換乘，兩站地面出入口非常接近，兩站的北行鄰站同樣是日吉站。

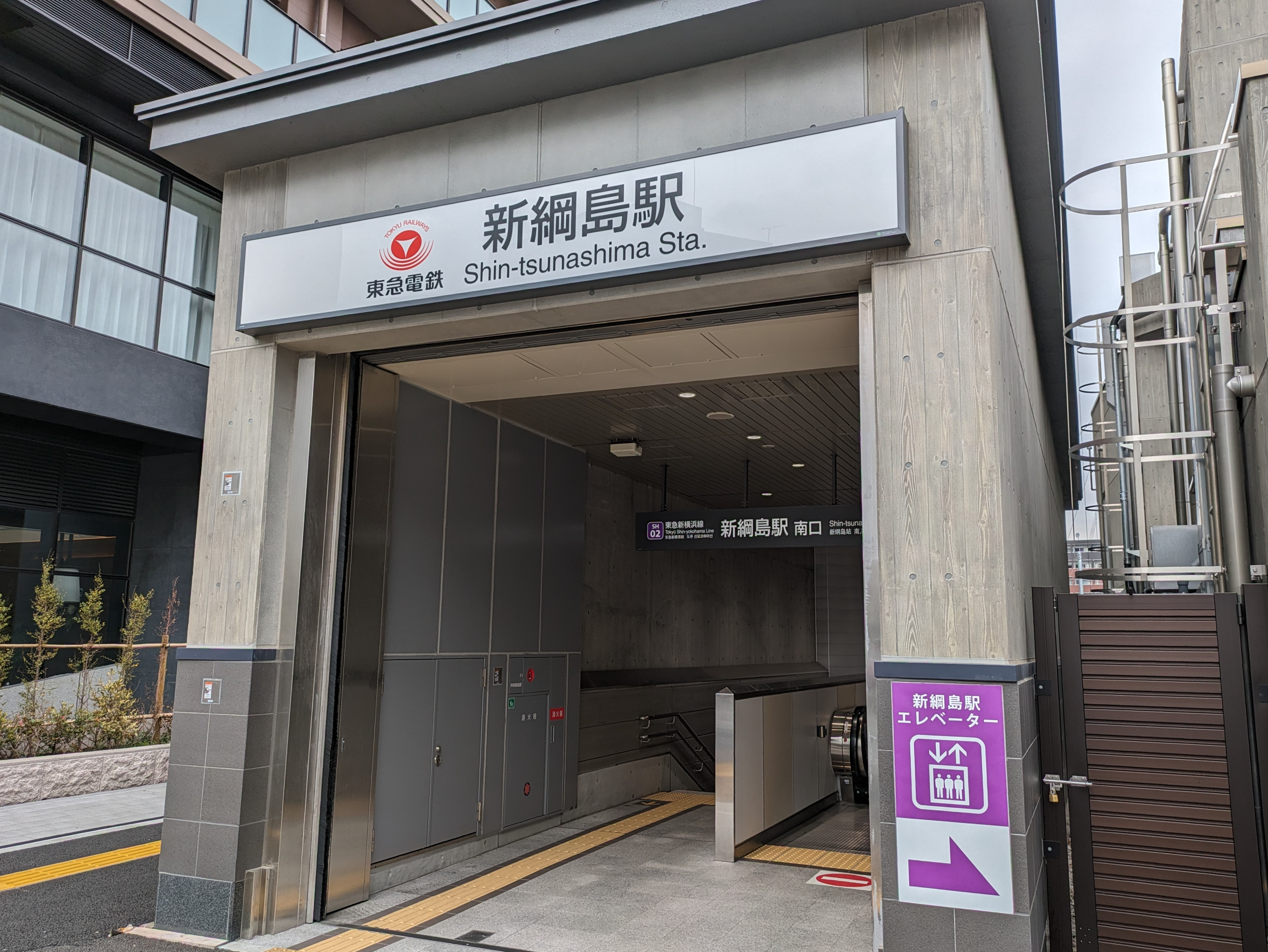
南口（2024年4月）

## 歷史
- 2016年（平成28年）：土地區劃整理事業等決定[3]。
- 2020年（令和2年）
  - 8月10日-9月6日：東急電鐵實施站體名稱的公開公民投票站體名稱[4]。
  - 12月21日：東急電鐵公開站體名稱選定為「新綱島站」[1]。
- 2023年（令和5年）3月18日：「東急新橫濱線、相鐵·東急直通線」新綱島站啟用[2][1]。

### 站名由來
2020年8月10日到2020年9月6日，東急電鐵向港北區居民舉行站名提案徵集活動。問卷讓參與者在「新綱島」、「東綱島」和自由提議（提議不能是「綱島」）三選一，東急收到1898份回覆，「新綱島」以381票獲勝，第二名是獲得247票自由提議的「綱島溫泉」，「東綱島」排第三獲得176票。

## 車站結構
本站是一個地底車站，票閘大堂在地下1層，列車月台在地下4層，不過票閘大堂往下的乘客用扶手電梯只能直達地下3層，然後須換另一組扶手電梯到列車月台。票閘大堂有直達月台的升降機。列車月台是島式月台1面2線構造。票閘大堂的裝橫采用粉紅色系，月台采用藍色到青色系以象徵鶴見川。

### 月台配置
| 月台 | 路線         | 方向 | 目的地                                       |
| ---- | ------------ | ---- | -------------------------------------------- |
| 1    | 東急新橫濱線 | 下行 | 新橫濱 · 二俁川方向                          |
| 2    | 東急新橫濱線 | 上行 | 澀谷 · 池袋 · 目黑 · 赤羽岩淵 · 西高島平方向 |

## 車站周邊
- 綱島站
- 神奈川縣道2號（日语：東京都道・神奈川県道2号東京丸子横浜線）（綱島街道）
- 神奈川縣道102號荏田綱島線（日语：神奈川県道102号荏田綱島線）
- 神奈川縣道106號子母口綱島線（日语：神奈川県道106号子母口綱島線）

## 與綱島站的票務關係
東急電鐵基於新綱島站與綱島站的地理位置非常接近，日吉站至新綱島站的票價與日吉站至綱島站完全一樣。另外東急允許購買了覆蓋日吉站至綱島站區間的定期券使用者不用支付額外車資下免費使用日吉站至新綱島站區間，反之亦然，此舉可以避免乘客在日吉站進行候車換乘所帶來的不便，但東急不提供新綱島站與綱島站之間進行免費站外換乘，離開本站後進入綱島站就算是另一趟旅程重新計算車資。

## 相鄰車站
東急電鐵
 東急新橫濱線（相鐵·東急直通線）
新橫濱（SH01）－新綱島（SH02）－日吉（SH03）

## 外部鏈接
- 新綱島駅 （页面存档备份，存于） 各駅情報 東急電鉄（日語）